# Sälj & marknadshögskolan
Sälj & marknadshögskolan eller SMH, är en svensk skola som anordnar längre yrkeshögskoleutbildningar inom försäljning/marknadsföring för privatpersoner. Sälj & marknadshögskolan, grundad 1996, är en av Sveriges aktörer när det gäller utbildning i försäljning och marknadsföring. Sälj & marknadshögskolan är en del av AcadeMedia, Skandinaviens ledande utbildningsföretag. 
SMH:s Yh-utbildningar bedrivs i Stockholm och Göteborg på heltid eller distans. Skolan grundades av två entreprenörer i Umeå 1996.